# Тилин

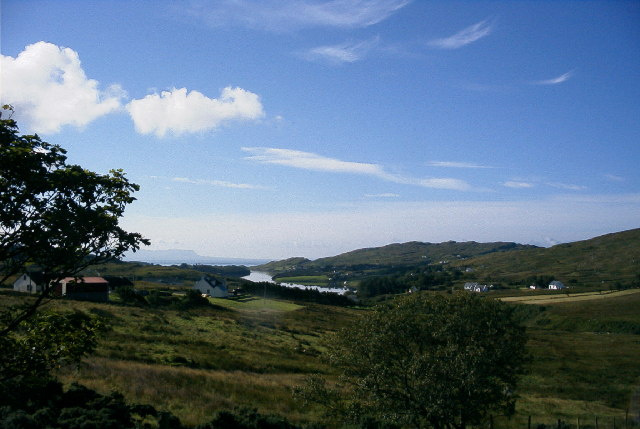

Тилин (англ. Teelin; ирл. Teileann) — деревня в Ирландии, находится в графстве Донегол (провинция Ольстер). Население — 300 человек (оценочно).